# Gomose de Phytophthora

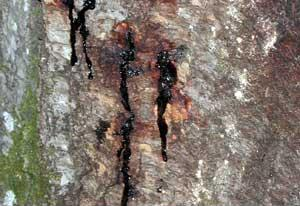
Tronco atingido pelo fungo

Gomose de Phytophthora é uma doença fúngica causada pelo fungo do gênero Phytophthora, o qual provoca a podridão da planta na base do tronco, bem como a degradação de raízes e radicelas, sendo seu ataque mais comum em plantas cítricas, principalmente em pomares novos em virtude de mudas contaminadas.
Tal ataque fúngico causa lesões necróticas diminuindo o vigor das árvores à medida que a circulação da seiva vai deixando de se processar na base do tronco, levando a planta à morte ao afetar toda a periferia do tronco.